# Talkslätskinn
Talkslätskinn (Leptosporomyces galzinii) är en svampart som först beskrevs av Hubert Bourdot, och fick sitt nu gällande namn av Jülich 1972. Talkslätskinn ingår i släktet Leptosporomyces och familjen Atheliaceae.  Arten är reproducerande i Sverige. Inga underarter finns listade i Catalogue of Life.